# Fusion des civilisations
 (mai 2025).
 (mai 2025).
La mise en forme du texte ne suit pas les recommandations de Wikipédia : il faut le « wikifier ».
Les points d'amélioration suivants sont les cas les plus fréquents. Le détail des points à revoir est peut-être précisé sur la page de discussion.
- Les titres sont pré-formatés par le logiciel. Ils ne sont ni en capitales, ni en gras.
- Le texte ne doit pas être écrit en capitales (les noms de famille non plus), ni en gras, ni en italique, ni en « petit »…
- Le gras n'est utilisé que pour surligner le titre de l'article dans l'introduction, une seule fois.
- L'italique est rarement utilisé : mots en langue étrangère, titres d'œuvres, noms de bateaux, etc.
- Les citations ne sont pas en italique mais en corps de texte normal. Elles sont entourées par des guillemets français : « et ».
- Les listes à puces sont à éviter, des paragraphes rédigés étant largement préférés. Les tableaux sont à réserver à la présentation de données structurées (résultats, etc.).
- Les appels de note de bas de page (petits chiffres en exposant, introduits par l'outil «  Source ») sont à placer entre la fin de phrase et le point final[comme ça].
- Les liens internes (vers d'autres articles de Wikipédia) sont à choisir avec parcimonie. Créez des liens vers des articles approfondissant le sujet. Les termes génériques sans rapport avec le sujet sont à éviter, ainsi que les répétitions de liens vers un même terme.
- Les liens externes sont à placer uniquement dans une section « Liens externes », à la fin de l'article. Ces liens sont à choisir avec parcimonie suivant les règles définies. Si un lien sert de source à l'article, son insertion dans le texte est à faire par les notes de bas de page.
- La présentation des références doit suivre les conventions bibliographiques. Il est recommandé d'utiliser les modèles {{Ouvrage}}, {{Chapitre}}, {{Article}}, {{Lien web}} et/ou {{Bibliographie}}. Le mode d'édition visuel peut mettre en forme automatiquement les références.
- Insérer une infobox (cadre d'informations à droite) n'est pas obligatoire pour parachever la mise en page.

Pour une aide détaillée, merci de consulter Aide:Wikification.
Si vous pensez que ces points ont été résolus, vous pouvez retirer ce bandeau et améliorer la mise en forme d'un autre article.
 (mai 2025).
Motif : Je crains que cette page ne soit qu'un immense Travail inédit qui mélange plusieurs notions éparses pour tenter d'en faire quelque chose d'artificiellement dense, alors que la cohérence entre ces éléments différents n'est pas du tout évidente. WP est fait pour synthétiser des notions et des savoirs effectifs et connus (ce qui ne semble pas être le cas ici : la notion de fusion des civilisations n'existe pas, ou alors existe marginalement).
- Archive Wikiwix
- Bing
- Cairn
- DuckDuckGo
- E. Universalis
- Gallica
- Google
- G. Books
- G. News
- G. Scholar
- Persée
- Qwant
- (zh) Baidu
- (ru) Yandex

| 1. | Préciser le motif de la pose du bandeau. | Précisez le motif de la pose du bandeau en utilisant la syntaxe suivante : {{admissibilité à vérifier\|date=mai 2025\|motif=remplacez ce texte par le motif}}                                 |
| 2. | Informer les utilisateurs concernés.     | Pensez à avertir le créateur de l'article, par exemple, en insérant le code ci-dessous sur sa page de discussion : {{subst:avertissement admissibilité à vérifier\|Fusion des civilisations}} |

La Fusion des civilisations est une théorie dans le domaine des études des civilisations qui, à l’inverse de visions telles que le Choc des civilisations, met l'accent sur la synergie, l'amalgame et la genèse de nouvelles civilisation issues de la fusion de celles qui les précèdent. Cette théorie envisage les civilisations comme des entités vivantes dotées d’un cycle de vie et soutient qu'à une étape particulière de ce cycle, les civilisations tendent se fusionner et à se combiner. De ce point de vue, les civilisations peuvent non seulement être en conflit, mais aussi dans une union métaphorique(mariage), donner naissance à de nouvelles civilisations.
La théorie aurait a été proposée dans les années 1370 du calendrier persan (années 1990) pour la première fois par Peyman Fattahi (Eliama),.

## Cycle de vie des civilisations
La théorie de la Fusion des civilisations est fondée sur la similitude entre la vie humaine et celle des civilisations. De même que l’être humain traverse la naissance, la croissance, la maturité, le mariage, le vieillissement et la mort, les civilisations suivent également un cycle similaire. Dans cette conception, le stade de maturité des civilisations coïncide avec le besoin d'interaction profonde et de fusion avec d'autres civilisations. « Un humain naît, grandit, atteint la maturité, se marie. Après le mariage, différents destins l’attendent. Le plus souvent, après le mariage, il assiste à la naissance de ses enfants. À mesure que les enfants grandissent, il s’affaiblit peu à peu,traverse la maturité avancée, la vieillesse, puis la mort. Ce qui est arrivé à la majorité des êtres humains est aussi arrivé-et arrivera-à la majorité des civilisations. Et cette époque est celle de la fusion des civilisations. Le mariage des cultures et des religions. Le mariage des civilisations. Le mariage peut survenir après un dialogue ou même un conflit, mais de nombreux mariages ont eu lieu sans aucune conversation ni confrontation préalables. » Cette vision est en accord avec plusieurs théories cycliques de l’histoire :
- Oswald Spengler, dans son ouvrage Le Déclin de l'Occident (1918), compare les civilisations à des êtres vivants qui traversent des étapes de naissance, de croissance, de maturité et de mort[3].
- Arnold J. Toynbee, dans son ouvrage L'Histoire (1934–1961), évoque lui aussi le cycle de l’essor et de déclin des civilisations, estimant qu'elles se développent en réponse aux défis et qu’elles entrent en décadence lorsqu’elles sont incapables d’y faire face[4].
- Brooks Adams, dans son livre The Law of Civilization and Decay (1895),met en évidence le schéma cyclique des civilisations et affirme qu’elles évoluent à travers une phase de concentration suivie d’un déclin[5].

## Interaction des civilisations: Choc ou Fusion
Contrairement à des théories comme le « Choc des civilisations » proposé par Samuel P. Huntington, qui soutiennent que les conflits futurs seront principalement fondés sur les différences culturelles et civilisationnelles, la théorie de la Fusion des civilisations avance que l’interaction entre civilisations, loin d’être nécessairement violente, peut prendre la forme d’un mariage et d’une fusion nouvelle. Dans cette perspective, le conflit n'est qu'un prélude à la fusion, l'objectif final étant l'amalgame et la naissance d’une civilisation nouvelle. De même, Eric Mark Kramer, dans sa Théorie de la fusion culturelle (Cultural Fusion Theory), introduite plusieurs années après la théorie de la Fusion des civilisations, met lui aussi l’accent sur l’interaction et la combinaison des cultures, soutenant que les cultures se transforment mutuellement à travers l’échange et produisent de nouveaux éléments.

## Genre des civilisations: Masculin et Féminin
Dans cette théorie, les civilisations, comme les humains, possèdent des caractéristiques genrées symboliques genre : certaines civilisations sont décrites comme actives, dynamiques et décisionnelles (masculines), tandis que d'autres sont réceptives, facilitatrices et passives (féminines). Ce genre est symbolique et fluide, susceptible de changer selon les contextes historiques et les interactions entre civilisations.
« Certaines civilisations dans ce mariage seront masculines, d'autres féminines. De même que dans la situation actuelle, les civilisations peuvent être masculines, féminines ou de nature quasi neutre. Les masculines joueront un rôle actif, décisionnel et moteur (...) tandis que les féminines adopteront un rôle plus passif, structurant et réceptif. Il est même possible que certaines civilisations féminines, après une nouvelle interaction, changent d’état et prennent un rôle inverse. La théorie de la Fusion des civilisations affirme que l’être humain est un être fondamentalement seul, en quête de lien depuis l’enfance jusqu’à la fin de sa vie. Cette tendance gouverne également les sociétés humaines. »
Des penseurs dans d'autres domaines ont également proposé des perspectives similaires  :
- Sandra Bem, dans sa Théorie du schéma de genre (1981), affirme que les rôles de genre sont transmis par la culture et influencent le comportement et les attitudes des individus[7].
- Geert Hofstede, dans ses études culturelles, Théorie des dimensions culturelles de Hofstede, classe les cultures en deux catégories:« masculines » et « féminines ». Les cultures masculines valorisent la compétition, le succès et la performance, tandis que les cultures féminines mettent l’accent sur le soin, la qualité de vie et la coopération[8].

## Combinaison des civilisations et émergence de nouvelles civilisations
Après la fusion, les civilisations peuvent donner naissance à de nouvelles civilisations, à l’image de la venue au monde d’un enfant, qui hérite de certains traits de ses « parents » civilisationnels, tout en développant une identité propre et indépendante. Ces enfants civilisationnels peuvent être sains ou difformes, fidèles ou infidèles à l’esprit de leurs origines. Un exemple marquant en est la combinaison des civilisations occidentale et orientale à l'époque contemporaine.

## Fusion des religions et convergence spirituelle
Une conséquence majeure évoquée par cette théorie est l'intégration progressive des religions et la formation d'une théologie convergente ou de voies spirituelles relevant du syncrétisme. Des exemples notables incluent incluent les judéo-chrétiens, les bouddhistes chrétiens, ou les enseignements partagés entre le mysticisme islamique et le bouddhisme. « Les récits, les mythes et la plupart des efforts humains tendent vers l’union — un mariage. C’est cette même direction que prennent les sociétés humaines. Dans cette vision, l’humain n’est pas défini comme fondamentalement bon ou mauvais, mais comme un être relationnel, en quête de lien. L’humain ne peut survivre sans se relier — : à Dieu, à des idées, à des rêves, et le plus souvent, à un conjoint. Les civilisations ont suivi et continueront de suivre ce même chemin. Aujourd’hui, alors qu’elles atteignent leur maturité (celles qui ne l’avaient pas encore atteinte), le moment est venu pour leur fusion. De nombreuses religions se sont déjà entremêlées, et ce processus a commencé bien avant aujourd’hui : judéo-chrétiens, hindou-chrétiens... Le même phénomène se produit entre civilisations, avec une intensité croissante. Le mariage des civilisations occidentale et orientale, et la naissance d’une civilisation nouvelle, qui n’est ni l’une ni l’autre, en est un exemple frappant. Cela implique la dissolution des anciennes civilisations et l’émergence de nouvelles. »
- Riane Eisler, dans son livre La Coupe et l'Épée (1987), distingue deux modèles culturels : le « modèle dominateur » et le « modèle partenaire ». Elle soutient que les sociétés peuvent évoluer d’un modèle dominateur vers un modèle de partenariat qui met l'accent sur la coopération, l'égalité et la paix. Cette dynamique de transformation culturelle vers une coopération égalitaire rejoint, d’une certaine manière, la logique de la convergence spirituelle et du rapprochement des religions[11].

« La civilisation nouvelle hérite de certaines caractéristiques de ses civilisations « père » et « mère », tout en étant souvent distincte de l’une comme de l’autre. Un enfant peut être fidèles ou non, sain ou difforme ; sa naissance peut survenir au bon ou au mauvais moment, et d’autres cas de figure similaires peuvent apparaître. Il en va de même pour la fusion des civilisations. Certaines civilisations émergentes peuvent même être des « anti-civilisations », existant en opposition avec les civilisations qui les ont engendrées. De plus, certaines civilisations précédemment fusionnées peuvent finir par se séparer, car toutes les unions ne sont pas harmonieuses... Tout comme un homme ou une femme peut vivre plusieurs mariages, une civilisation peut connaître plusieurs mariages successives — comme cela s’est déjà vu à travers l’histoire.... »

## Avenir des civilisations: Paix ou Conflit
Dans cette théorie, la tendance des civilisations à la fusion et à interagir contredit fondamentalement la logique de la guerre et la violence. Bien que des affrontements puissent précéder la fusion, trajectoire finale est orientée vers une « grande paix ». Ce processus est comparé à des réactions chimiques capables de transformer radicalement les fondations. Certaines civilisations attirent ou repoussent d’autres, dans une dynamique différente de l’exclusivité historique, et orientée vers une convergence mondiale. « La finalité des dialogues n’est ni le conflit ni le dialogue lui-même, mais le mariage — la fusion des civilisations. Et cette fusion s’est déjà produite, et continue de se produire à plusieurs dimensions. La nature de cette union déterminera le destin du monde. Le comportement des civilisations ressemble à celui des individus ou des familles:L'une avale l'autre, mais celle qui est avalée ne disparaît pas ; au contraire, elle transforme la première de l'intérieur. Lorsque deux se nourrissent mutuellement, elles se transforment toutes deux. La fusion des civilisations est un partenariat profond.Un partenariat étroit et entremêlé. Dans cet entremêlement, les participants deviennent indiscernables les uns des autres.Cette fusion entraîne des mutations, mais ces mutations ne sont pas nécessairement symétriques et peuvent même être divergentes... Dans ce processus, les concepts de démocratie et ses mécanismes — tout comme la nouvelle civilisation elle-même — seront transformés... Quand l'une est absorbée par une autre, cela peut signifier que celle-ci repousse une troisième ou une quatrième combinaison, ou la combinaison de la première et de la deuxième.Ainsi, certaines civilisations, ou combinaisons émergentes, repousseront d’autres. Ce comportement — fait d’attraction et de répulsion — diffère des modèles anciens, et son orientation n’est pas vers la guerre, mais vers la paix. Le monde s’oriente vers une paix majeure, et ce mouvement deviendra irrésistible et très puissant après un événement majeur. »